# Épeigné-sur-Dême
Épeigné-sur-Dême ist eine französische Gemeinde mit 159 Einwohnern (Stand: 1. Januar 2022) im Département Indre-et-Loire in der Region Centre-Val de Loire; sie gehört zum Arrondissement Chinon und zum Kanton Château-Renault. Die Einwohner werden Spinacois und Spinacoises genannt.

## Geographie
Épeigné-sur-Dême ist die nördlichste Gemeinde des Départements Indre-et-Loire. Sie liegt an der Dême an der Grenze zu den Départements Sarthe und Loir-et-Cher, etwa 31 Kilometer nordnordwestlich von Tours. Umgeben wird Épeigné-sur-Dême von den Nachbargemeinden Beaumont-sur-Dême im Nordwesten und Norden, Villedieu-le-Château im Nordosten, Chemillé-sur-Dême im Osten und Südosten, Neuvy-le-Roi im Süden, Bueil-en-Touraine im Südwesten, Villebourg im Südwesten und Westen sowie Dissay-sous-Courcillon im Westen.

## Bevölkerungsentwicklung
| Jahr                       | 1962 | 1968 | 1975 | 1982 | 1990 | 1999 | 2006 | 2012 | 2021 |
| Einwohner                  | 320  | 270  | 216  | 186  | 172  | 145  | 157  | 166  | 156  |
| Quellen: Cassini und INSEE |      |      |      |      |      |      |      |      |      |

## Sehenswürdigkeiten
- Menhir Les Cormiers
- Pfarrkirche Saint-Étienne aus dem 10. Jahrhundert, westlicher Giebel ist seit 1962 als Monument historique eingeschrieben
- Schloss Girardet aus dem 19. Jahrhundert
- Schloss Les Pins, 1852 erbaut
- Schloss Rennefort aus dem 18./19. Jahrhundert

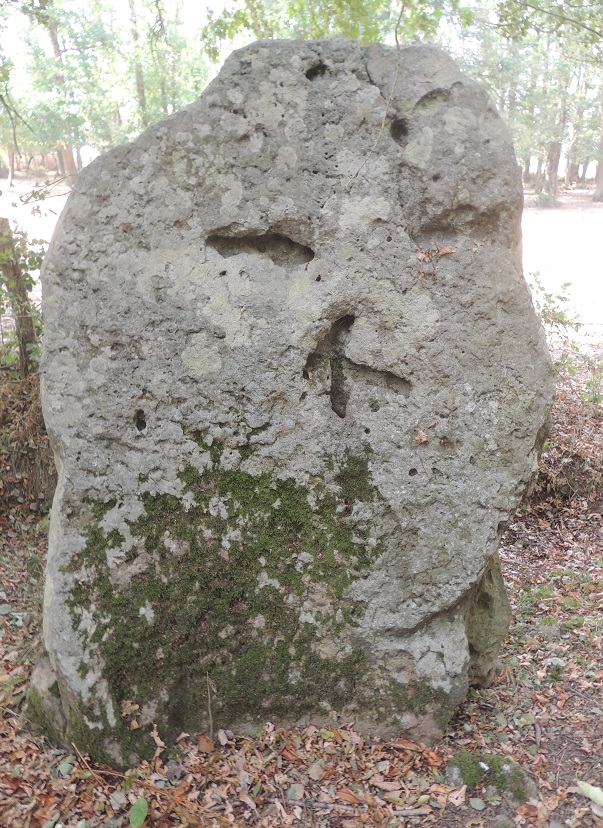
Menhir Les Cormiers
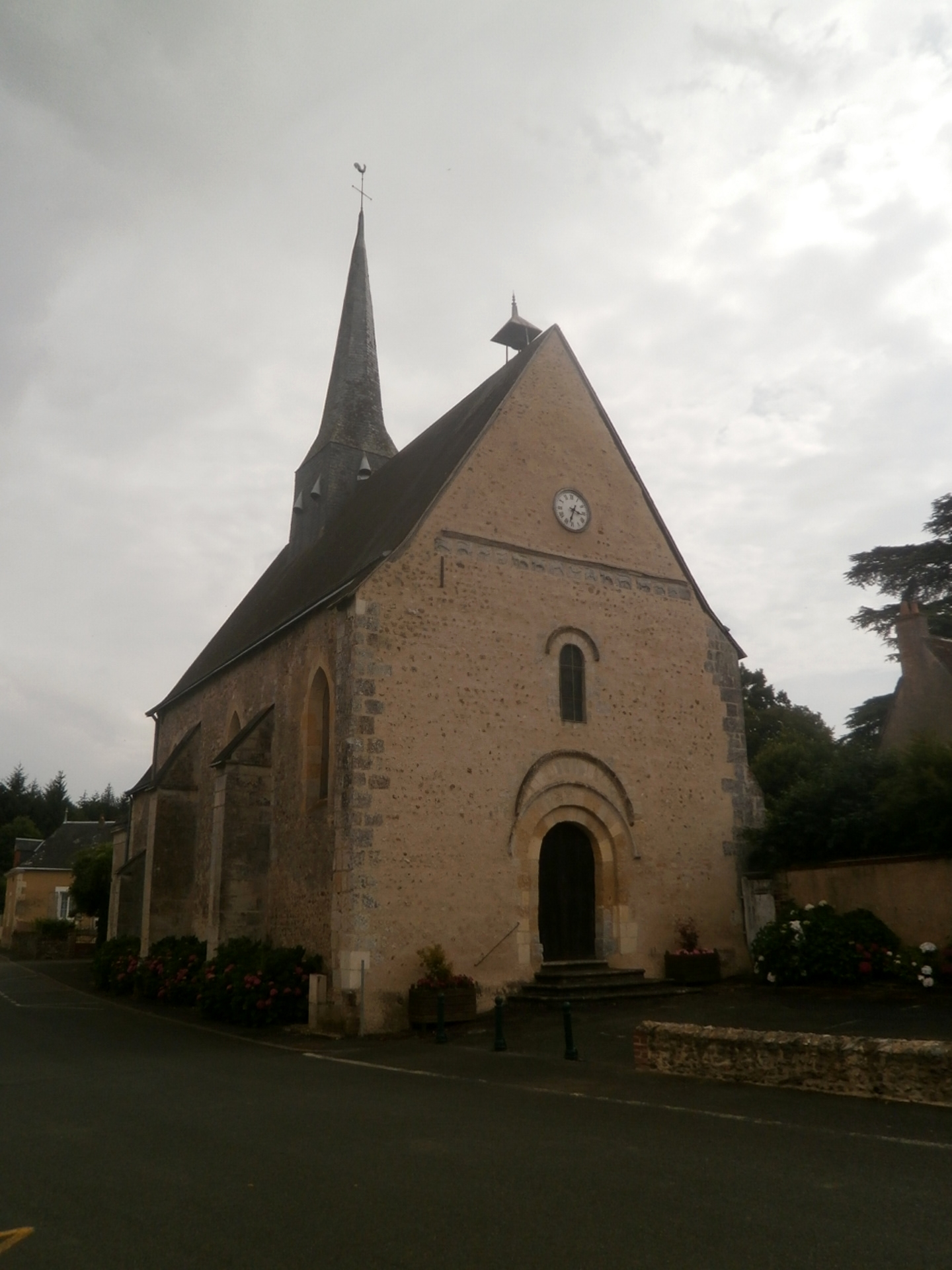
Pfarrkirche Saint-Étienne